# Biografielijst Y

## Ya

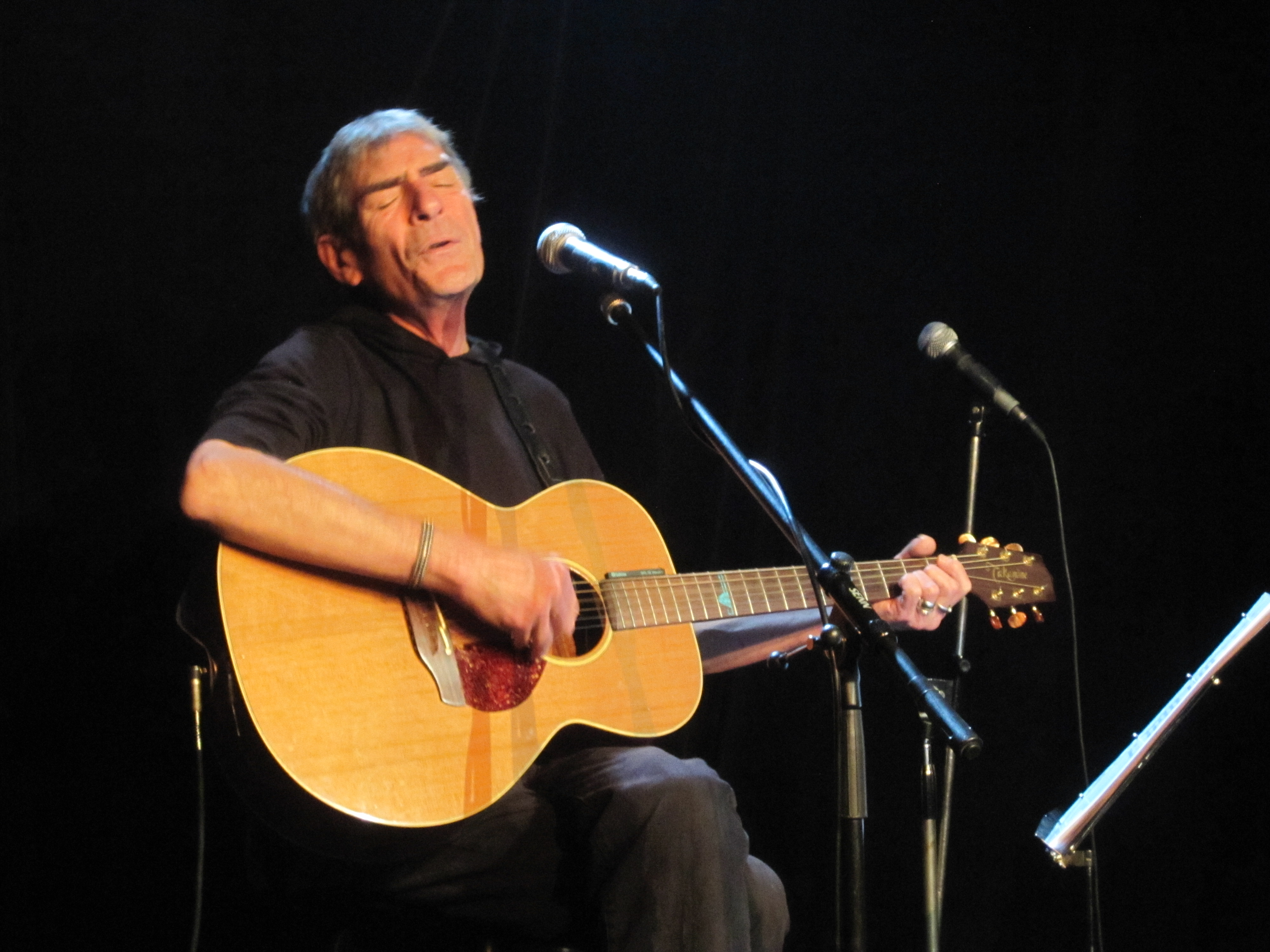
Gabriel Yacoub in 2011

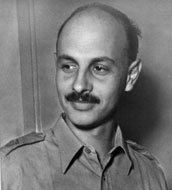
Yigael Yadin als opperbevelhebber

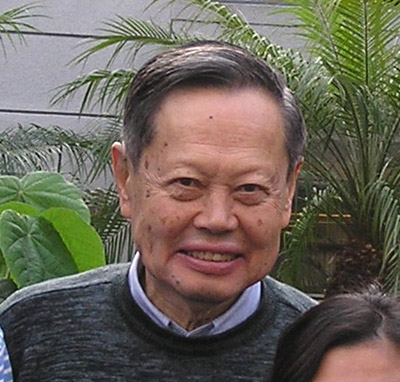
Chen Ning Yang

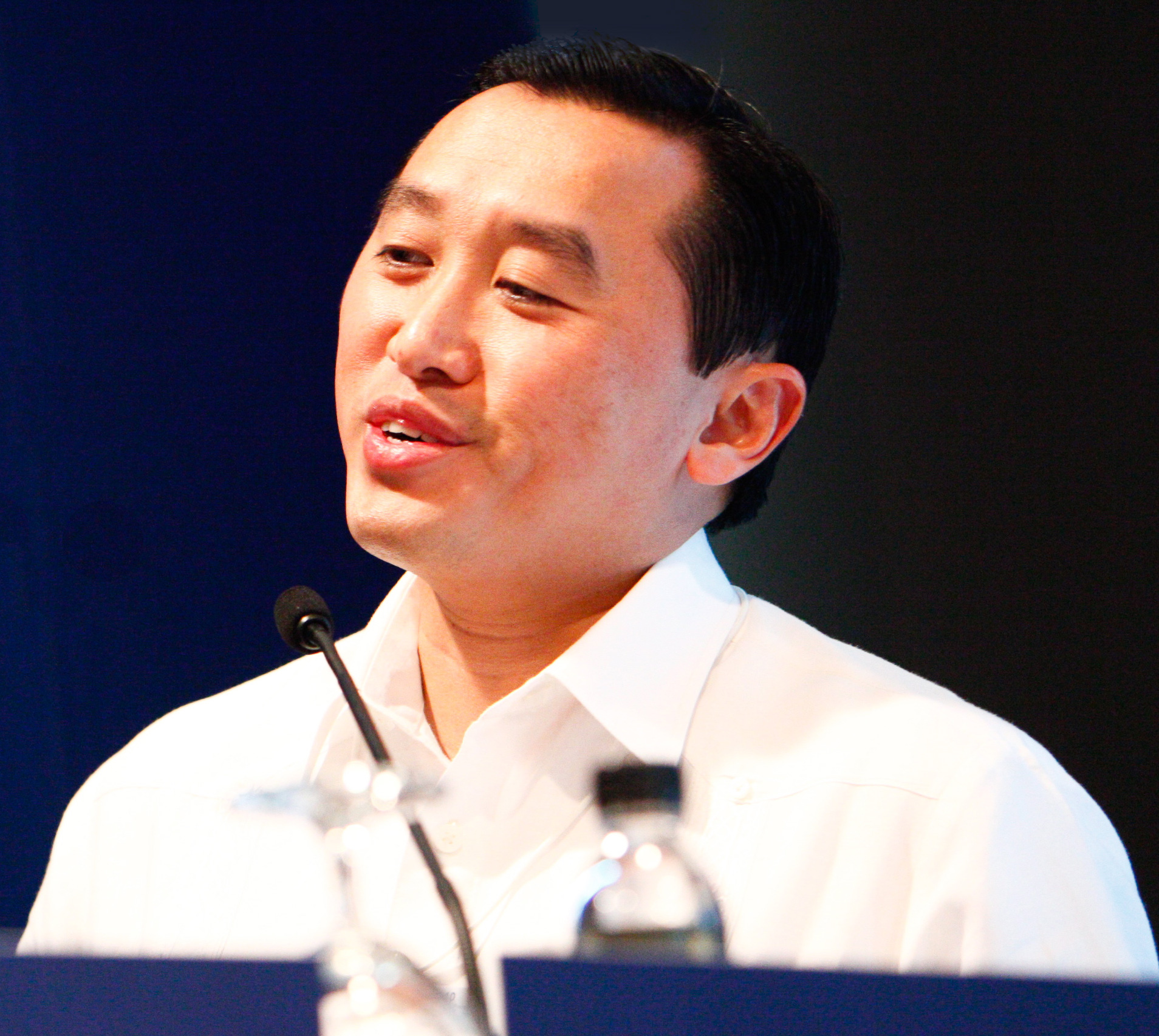
Arthur Cua Yap (2010)

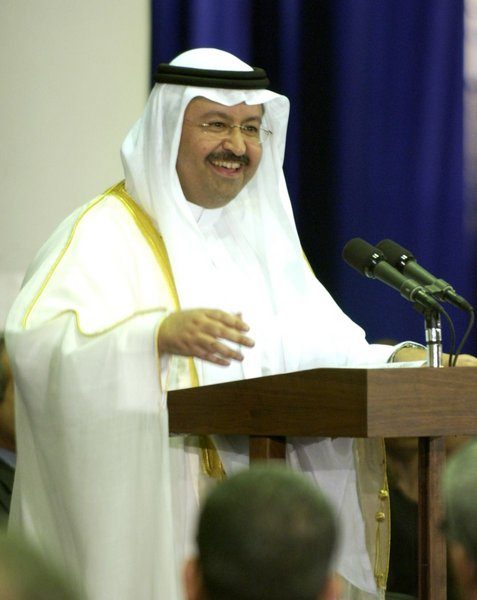
Ghazi al-Yawar

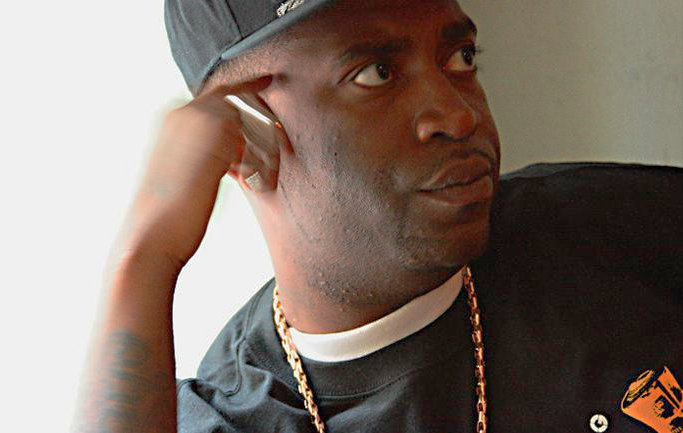
Toni Yayo

- Shang Yang (390-338 v.Chr.), Chinees staatsman
- Yanfei Shen Zhang (1979), Chinees-Spaans tafeltennisser
- Tie Yana (1979), Hongkongs tafeltennisspeelster
- Mohammed El Yaagoubi (1977), Marokkaans voetballer
- Nabil Yaâlaoui (1987), Algerijns voetballer
- Robina Muqim Yaar (1986), Afghaans atlete
- Masao Yabe (1952), Japans componist, dwarsfluitist en dirigent
- Gustavo (Tigrillo) Yacamán Aristizabal (1991), Colombiaans autocoureur
- Philippe Yacé (1920-1998), Ivoriaans politicus
- Rachid Yachou (1972), Marokkaans-Belgisch voetballer
- Gabriel Yacoub (1952-2025), Frans folkmusicus, liedjesschrijver en beeldend kunstenaar
- Ram Baran Yadav (1947), Nepalees arts, minister en president (2008-)
- Yigael Yadin, pseudoniem van Yigal Sukenik (1917-1984), Israëlisch militair bevelhebber en politicus
- Terefe Yae (1981), Ethiopisch atleet
- Elie Yaffa, bekend als Booba (1976), Frans rapartiest
- Yvan Yagan (1989), Belgisch voetballer
- Carol Ann Yager (1960-1994), Amerikaans zwaarste mens ooit
- Hidetsugu Yagi (1886-1976), Japans natuurkundige
- Satoshi Yagisawa (1975), Japans componist
- Bernard Yago (1916-1997), Ivoriaans kardinaal, aartsbisschop en metropoliet
- Mariano Puig Yago (1898-1978), Spaans componist, dirigent, fluitist en klarinettist
- Rita Yahan-Farouz, bekend als Rita (1962), Israëlisch zangeres en actrice
- Abdeloehap Yahia (1986), Nederlands voetballer
- Yáhuar Huácac (14e eeuw), Inca-heerser van het Koninkrijk Cuzco
- Abd ar-Rahman Yahya al-Iriani (1908-1998), Noord-Jemenitisch leider
- Harun Yahya, pseudoniem van Adnan Oktar (1956), Turks publicist
- Yahya, islamitisch profeet
- Yahya ibn Ismail al-Ma'mun († 1075), emir van de Taifa van Toledo (1043-1075)
- Agha Muhammad Yahya Khan (1917-1980), Pakistaans politicus, militair en president (1969-1971)
- Takuro Yajima (1984), Japans voetballer
- Yasujiro Yajima (1882-1963), Japans militair
- Yak-fa, geboren als Somdetch Brhat-Anya Phya Vath Rajadharani Sri Sudhana († 1343), koning van Sawa
- Abraham Yakin (1924), Israëlisch beeldend kunstenaar en graficus
- Boaz Yakin (1966), Amerikaans scenarioschrijver, filmregisseur en filmproducent
- Hakan Yakin (1977), Zwitsers voetballer van Turkse komaf
- Hannah Yakin (1933), Nederlands-Israëlisch beeldend kunstenares en auteur
- Abubakari Yakubu (1981), Ghanees voetballer
- Ali Riza Sergen (Sergen) Yalçin (1972), Turks voetballer
- Cihan Yalcin (1984), Nederlands-Turks voetballer
- Hilâl Yalçin (1981), Vlaams politica
- Toprak Yalçiner (1987), Nederlands actrice van Turkse komaf
- Frank Yale, geboren als Francesco Ioele (1893-1928), Italiaans-Amerikaans gangster
- Linus Yale (1797-1858), Amerikaans uitvinder
- Genet Yalew (1992), Ethiopisch atlete
- David A. Yallop (1937-2018), Brits schrijver en onderzoeksjournalist
- Alp Yalman (1940), Turks zakenman en sportbestuurder
- Rosalyn Sussman Yalow (1921-2011), Amerikaans medisch-natuurkundige en Nobelprijswinnaar
- Tony Tan Keng Yam (1940), Singaporees politicus, bankier en wiskundige
- Kosaku Yamada (1886-1965), Japans componist en dirigent
- Nobuhisa Yamada (1975), Japans voetballer
- Yuki Yamada (1983), Japans darter
- Koichi Yamadera (1961), Japans acteur en seiyu
- Ryota Yamagata (1992), Japans atleet
- Tatsunori Yamagata (1983), Japans voetballer
- Eri Yamaguchi (1973), Japans atlete
- Gogen Yamaguchi (1909-1989), Japans karatemeester
- Harukichi Yamaguchi (1881-1925), Japans crimineel
- Kaori Yamaguchi (1964), Japans judoka
- Kei Yamaguchi (1983), Japans voetballer
- Kristi Yamaguchi (1971), Amerikaans kunstschaatsster
- Noboru Yamaguchi (1902-1942), Japans crimineel
- Takayuki Yamaguchi (1973), Japans voetballer
- Tsutomu Yamaguchi (1916-2010), Japans ingenieur die zowel de atoombom op Hiroshima als die op Nagasaki overleefde
- Tura Luna Pascual Yamaguchi, bekend als Tura Satana (1938-2011), Japans-Amerikaans filmactrice en exotische danseres
- Zuiho Yamaguchi (20e eeuw), Japans tibetoloog en boeddholoog
- Ebine Yamaji (20e eeuw), Japanse mangaka
- Lamine Yamal (2007), Spaans voetballer
- Hiro Yamamoto (1961), Amerikaans bassist van Japanse komaf
- Hiromi Yamamoto (1970), Japans langebaanschaatsster
- Hiroshi Yamamoto (1962), Japans boogschutter
- Hiroyuki Yamamoto (1967), Japans componist
- Isoroku Yamamoto (1884-1943), Japans admiraal
- Issei Yamamoto (1889-1959), Japans astronoom
- Kaito Yamamoto (1985), Japans voetballer
- Masamichi Yamamoto (1978), Japans wielrenner
- Naofumi Yamamoto (1977), Japans bokser en worstelaar
- Naoki Yamamoto (1988), Japans autocoureur
- Naozumi Yamamoto (1932-2002), Japans componist en dirigent
- Ryohei Yamamoto (1974), Japans zanger
- Sakon Yamamoto (1982), Japans autocoureur
- Tetsuya Yamamoto (1989), Japans componist
- Toshikatsu Yamamoto (1929), Japans anesthesist en acupuncturist
- Yohji Yamamoto (1943), Japans modeontwerper
- Yoshiko Yamamoto (1970), Japans atlete
- Hiroto Yamamura (1974), Japans voetballer
- Volkan Yaman (1982), Turks voetballer
- Hoshiko (Hossie) Yamane (1981), Japans violiste
- Akira Yamaoka (1968), Japans musicus en videogamecomponist
- Minoru Yamasaki (1912-1986), Amerikaans architect
- Kenta Yamashita (1995), Japans autocoureur
- Sachiko Yamashita (1964), Japans atlete
- Tomoyuki Yamashita (1885-1946), Japans generaal
- Yasuhiro Yamashita (1957), Japans judoka
- Stomu Yamashta (1947), Japans percussionist, keyboardspeler en componist
- Fusajiro Yamauchi (1860-1940), Japans ondernemer
- Hideki Yamauchi (1988), Japans autocoureur
- Hiroshi Yamauchi (1927-2013), Japans ondernemer
- Mara Yamauchi (1973), Brits atlete
- Masahiro Yamauchi (1960), Japans componist
- Masaaki Yamazaki (1942), Japans Hogerhuislid en adjunct-hoofdsecretaris van het Kabinet (2003-??)
- Yuki Yamazaki (1984), Japans atleet
- Maurice Yaméogo (1921-1993), eerste president van Opper-Volta (1960-1966)
- Habib Yammine, Libanees musicus, componist, (etno)musicoloog en pedagoog
- Andy Yan (1983), Hongkongs autocoureur
- Yan Han (1996), Chinees kunstschaatser
- Yan Hong (1966), Chinees atlete
- Yan Liben (ca. 600-673), Chinees schilder en een hoog ambtenaar
- Yan Sen (1975), Chinees tafeltennisser
- Yan Zi (1984), Chinees tennisspeelster
- Yan Zibei (1995), Chinees zwemmer
- Akira Yanagawa (1971), Japans motorcoureur
- Yurei Yanagi (1963), Japans acteur
- Masataka Yanagida (1979), Japans autocoureur
- Takayoshi Yanagida (1948), Japans componist
- Hakuo Yanagisawa (1935), Japans politicus
- Masayuki Yanagisawa (1979), Japans voetballer
- Itsuki Yanai (1950-2009), Japans kunstenaar
- Micky Yanai (1959), Japans pornoacteur
- Ersun Yanal (1961), Turks voetbalcoach
- Jimmy Yancey (1898-1951), Amerikaans pianist, componist en liedtekstschrijver
- Patricio Yáñez (1961), Chileens voetballer
- Aska Yang (1978), Taiwanees zanger
- Chen-Ning Yang (1922), Chinees-Amerikaans natuurkundige en Nobelprijswinnaar
- Liu Yang (1978), Chinees piloot en ruimtevaarder
- Yang Chuan-kwang (1933-2007), Taiwanees-Chinees atleet
- Yang Chuantang (1951), Chinees politicus
- Gladys Yang (1919-1999), Engels literair vertaler
- Jerry Yang (1968), Amerikaans internetondernemer van Taiwanese komaf
- Xao (Jerry) Yang (1968), Amerikaans pokerspeler
- Xiangzhong (Jerry) Yang (1959-2009), Amerikaans wetenschapper
- Jimmy Wang Yang, pseudoniem van James Carson Yun (1981), Amerikaans worstelaar van Koreaanse komaf
- Yang Jiechi (1950), Chinees minister
- Yang Jian, bekend als Wen (541-604), Chinees keizer (581-604)
- Yang Jiayu (1996), Chinees atlete
- Yang Junxuan (2002), Chinees zwemster
- Yang Liwei (1965), Chinees ruimtevaarder
- Yang Shin-young (1990), Zuid-Koreaans langebaanschaatsster en voormalig shorttrackster
- Yang Sze, bekend als Bolo Yeung (1946), Chinees acteur en beoefenaar van zelfverdedigingskunsten
- Yang Xianyi (1915-2009), Chinees vertaler
- Yang Xinhai (1968-2004), Chinees seriemoordenaar
- Xuefei Yang (1977), Chinees gitariste
- Yang Yang (1976), Chinees shorttrackster
- Yang Yaozu (1981), Chinees sprinter
- Yang Ying (1977), Chinees tafeltennisster
- Yang Yong-eun (1972), Zuid-Koreaans golfer
- Yang Young-ja (1964), Zuid-Koreaans tafeltennisspeelster
- Yang Yu (1991), Chinees freestyleskiester
- Yang Yu (1985), Chinees zwemster
- Yang Zhongjian (1897-1979), Chinees paleontoloog
- Yang Zi (1984), Chinees-Singaporees tafeltennisser
- Danny Yanga (1983), Antilliaans zanger, acteur, presentator en model
- Gaspar Yanga (16e eeuw), Afrikaans leider van de slavenopstand (1570)
- Luis Yangco (1841-1907), Filipijns ondernemer
- Shree Amma Yanger, bekend als Sridevi (1963), Indiaas actrice
- Sühbaataryn Yanjmaa (1893-1962), Mongools politicus
- Daddy Yankee, pseudoniem van Ramón (Raymond) Luis Ayala Rodríguez (1977), Puerto Ricaans reggaetón-artiest, acteur, film-producent en zakenman
- Chavdar Yankov (1984), Bulgaars voetballer
- Radoslav Yankov (1990), Bulgaars snowboarder
- Alfred Matthew Yankovic, bekend als Weird Al (1959), Amerikaans zanger, producer, songwriter, acteur, regisseur
- James Yannatos (1929), Amerikaans componist, vioolviolist, muziekpedagoog en dirigent
- Savina Yannatou (1959), Grieks zangeres
- Jean Yanne (1933-2003), Frans acteur en filmregisseur
- Yanni, pseudoniem van Yiannis Hrysomallis (1954), Grieks pianist, toetsenist en componist
- Yannick (1978), Frans zanger
- Yannick Noah (1960), Frans zanger
- Azuma Yano (1977), Japans golfer
- Hayato Yano (1980), Japans voetballer
- Michael Yano (1979), Ghanees voetballer, kickbokser, componist, liedtekstschrijver en muzikant
- Davi Kopenawa Yanomami (ca. 1955), Braziliaans sjamaan en spreekbuis van de Yanomami
- Li Yanxi (1984), Chinees atleet
- Yao Jie (1977), Nederlands badmintonspeelster van Chinese komaf
- Yao Ming (1980), Chinees basketballer
- Yao Wenyuan (1931-2005), Chinees lid van de Bende van Vier en schrijver
- Arthur Cua Yap (1965), Filipijns politicus
- Emilio Yap (1925-2014), Filipijns zakenman, bankier, mediamagnaat en filantroop
- James Carlos Yap sr. (1982), Filipijns basketballer
- Jose (Aping) Villa Agustin Yap sr. (1929-2010), Filipijns politicus
- Kristina Bernadette Aquino-Yap (1971), Filipijns actrice en televisiepersoonlijkheid
- Pedro Yap (1918-2003), Filipijns rechter
- Yap Ah Loy (1837-1885), Kapitein der Chinezen van Kuala Lumpur (1868-1885)
- Gilles Yapi Yapo (1982), Ivoriaans voetballer
- Gilles Yapi Yapo (1982), Ivoriaans voetballer
- Wang Yaping (1980), Chinees ruimtevaarder
- Salem Eid Yaqoob (1996), Bahreins atleet
- Abu Yusuf Yaqub al-Mansur (ca. 1160-1199), kalief van de Almohadendynastie in Marokko (1184-1199)
- Ibrahim ibn Yaqub al-Tartushi (10e eeuw), Spaans sefardisch joods slavenhandelaar en ontdekkingsreiziger
- Yaqub ibn Tariq († ca. 796), Perzisch astronoom en wiskundige
- Umaru Musa Yar'Adua (1951-2010), Nigeriaans politicus en president (2007-2010)
- Ralph Webster Yarborough (1903-1996), Senator van Texas (1957-1971)
- William Caleb (Cale) Yarborough (1939), Amerikaans autocoureur
- William Yarborough, bekend als William Bell (1939), Amerikaans zanger
- LeeRoy Yarbrough (1938-1984), Amerikaans autocoureur
- Herbert Osborne Yardley (1889-1958), Amerikaans cryptoloog en auteur
- Stephen Yardley (1942), Engels acteur
- Gabriel Yared, Libanees componist
- Nachman Yariv, Israëlisch componist en dirigent van Argentijnse afkomst
- Amos Yarkoni (1920-1991), Israëlisch officier
- Yafa Yarkoni, geboren als Jaffa Abramov (1925-2012), Israëlisch zangeres
- Claire Yarlett (1965), Brits actrice
- Dragpa Tenpa Yarpel (1954), Tibetaans tulku
- Al-Yasa, islamitisch profeet (Koran)
- Ebru Yaşar (1977), Turks volkszangeres
- Max Yasgur (1919-1973), Amerikaans melkveehouder
- Akio Yashiro (1929-1976), Japans componist en muziekpedagoog
- Yasmine (1972-2009), Vlaams zangeres, televisie-omroepster en -presentatrice
- Konishiki Yasokichi (1963), Samoaans sumoworstelaar
- Ahmad Ismail Yassin (1936-2004), Palestijns sjeik en terroristenleider
- Hironobu Yasuda (1983), Japans autocoureur
- Michihiro Yasuda (1987), Japans voetballer
- Francisco de Yasu de Azpilcueta y Xavier, bekend als Franciscus Xaverius (1506-1552), Spaans jezuïeten-missionaris
- Wakizaka Yasuharu (1554-1626), daimyo van Awaji
- Byron K. Yasui (1940), Amerikaans componist, muziekpedagoog en musicus
- Roger Yasukawa (1977), Amerikaans autocoureur
- Sotaro Yasunaga (1976), Japans voetballer en voetbaltrainer
- Patti Yasutake (1953-2024), Amerikaans actrice
- Hojo Yasutoki (1182-1242), Japans shikken van Kamakura-shogunaat (1224-1242)
- Torin Yater-Wallace (1995), Amerikaans freestyleskiër
- Aaron Yates (1973), Amerikaans motorcoureur
- Aaron Dontez Yates, bekend als Tech N9ne, Amerikaans rapper
- Cecil Yates (1913), Amerikaans baanwielrenner
- Charles D. Yates (1936), Amerikaans componist, muziekpedagoog en dirigent
- David Yates (1963), Brits filmregisseur en scenarioschrijver
- Frederick Yates (1884-1932), Brits schaker
- Jeremy Yates (1982), Nieuw-Zeelands wielrenner
- Paula Yates (1959-200), Welsh televisiepresentator en fotomodel
- Peter James Yates (1929-2011), Brits filmproducent en -regisseur
- Peter Yates, Amerikaans gitarist, componist en docent
- Richard Yates (1926-1992), Amerikaans auteur
- Robert Lee Yates jr. (1952), Amerikaans cipier, militair en seriemoordenaar
- Ronald Lee Yates (1947), Amerikaans componist, muziekpedagoog en dirigent
- Sean Yates (1960), Brits wielrenner en ploegleider
- Sidney Richard Yates (1909-2000), Amerikaans politicus
- Simon Yates (1992), Brits wielrenner
- William Yates (1921-2010), Brits politicus
- Henry Yates Thompson (1838-1928), Brits kranteneigenaar en verzamelaar
- Elijah Yator (1982), Keniaans atleet
- Jacob Yator (1982), Keniaans atleet
- Vincent Yator (1989), Keniaans atleet
- Ibrahim Yattara (1980), Guinees voetballer
- Adam Nathaniel Yauch, bekend als Nathanial Hörnblowér (1964-2012), Amerikaans rapper
- Dragoslav Yavrich (1974), Montenegrijns voetbaldoelman
- Xolile Yawa (1962), Zuid-Afrikaans atleet
- Ghazi Mashal Ajil al-Yawar (1958), Iraaks interim-president
- Tony Yayo, pseudoniem van Marvin Bernard (1978), Amerikaans rapper
- Héctor Casimiro Yazalde (1946-1997), Argentijns voetballer
- Ai Yazawa (1967), Japans mangaka
- Yazdagird I († 420), koning van het Sassanidische Rijk
- Yazdagird II (5e eeuw), sjah van de Sassaniden
- Yazdagird III († 651), 31e en laatste sjah van de Sassaniden
- Qadria Ibrahim Yazdanparast, Afghaans politica, hoogleraar rechten en mensenrechtenactiviste
- Ahmed Bican Yazıcıoğlu († ca. 1466), Osmaans schrijver
- Muhsin Yazıcıoğlu (1954-2009), Turks politicus
- Walid ibn Yazid († 744), kalief van de Omajjaden
- Yazid I (645-683), 2e kalief van de dynastie van de Omajjaden
- Yazz, pseudoniem van Yasamin Summers (1960), Brits zangeres

## Yb
- Jean Ybarnégaray (1883-1956), Frans politicus
- Gerrit Ybema (1945-2012), Nederlands ambtenaar, politicus en ondernemer

## Yd
- Meisje van Yde (overleden tussen 54 v.Chr.-en 128 n.Chr.), onbekend meisje, in Nederland gevonden als veenlijk
- Jacob Michiel Ydema (1901-1990), Nederlands kunstschilder
- André van Outryve d'Ydewalle (1873-1940), Belgisch grootgrondbezitter, advocaat en burgemeester
- Charles d'Ydewalle (1901-1985), Belgisch Franstalig schrijver en journalist
- Charles-Julien van Outryve d'Ydewalle (1840-1876), Belgisch volksvertegenwoordiger
- Emmanuel Charles van Outryve d'Ydewalle (1868-1954), Belgisch politicus en bosbouwkundige
- Emmanuel-Henri van Outryve d'Ydewalle (1829-1902), Belgisch burgemeester
- Emmanuel-Louis van Outryve d'Ydewalle (1745-1827), Belgisch ridder
- Eugène-Augustin van Outryve d'Ydewalle (1797-1854), Zuid-Nederlands edelman en stamvader
- Eugène-Edouard van Outryve d'Ydewalle (1830-1901), Belgisch volksvertegenwoordiger en burgemeester
- Géry Jacques Marie Madeleine Ghislain van Outryve d'Ydewalle (1946), Belgisch hoogleraar
- Hubert van Outryve d'Ydewalle (1909-1945), Belgisch boomkweker, grootgrondeigenaar, publicist en burgemeester
- Liévin d'Ydewalle (1937), Belgisch beeldhouwer
- Paul-Pierre van Outryve d'Ydewalle (1858-1930), Belgisch burgemeester
- Pierre van Outryve d'Ydewalle (1912-1997), Belgisch gouverneur
- Raynier Ghislain André Marie van Outryve d'Ydewalle (1934-2007), Belgisch ambtenaar en bestuurder van vennootschappen
- Stanislas Emmanuel van Outryve d'Ydewalle (1871-1959), Belgisch politicus en historicus
- Stanislas Louis van Outryve d'Ydewalle (1938), Belgisch historicus en priester
- Suzanne van Outryve d’Ydewalle (1898-1983), Belgisch verpleegster en grootmoeder van prinses Mathilde van België
- Miguel Ydígoras, geboren als José Miguel Ramón Ydígoras Fuentes (1895-1982), Guatemalteeks politicus en militair
- Martinus Gerardus (Martin) Ydo (1913-1981), Nederlands ingenieur en organisatie-adviseur

## Ye

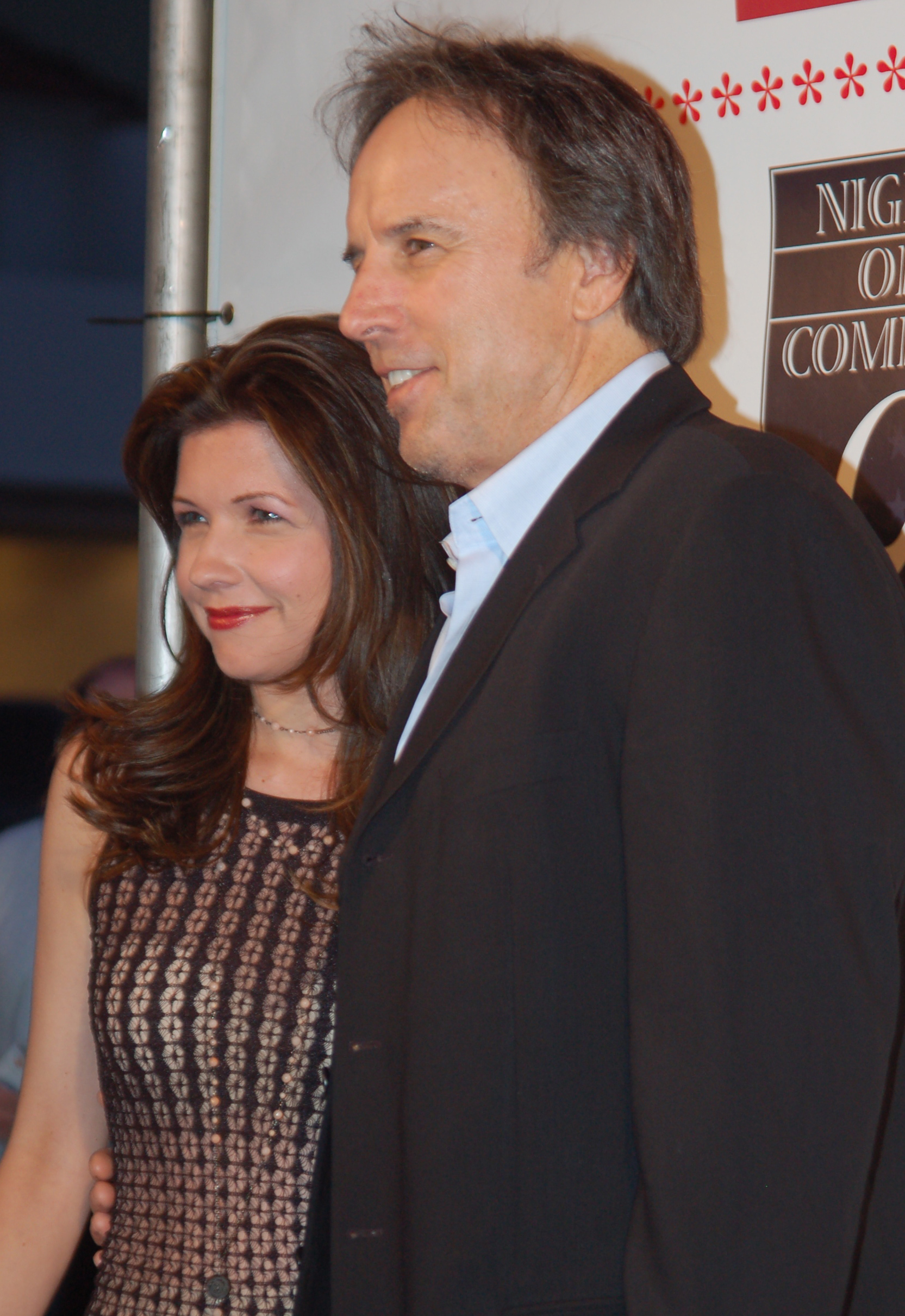
Susan Yeagley met haar man Kevin Nealon (2011)

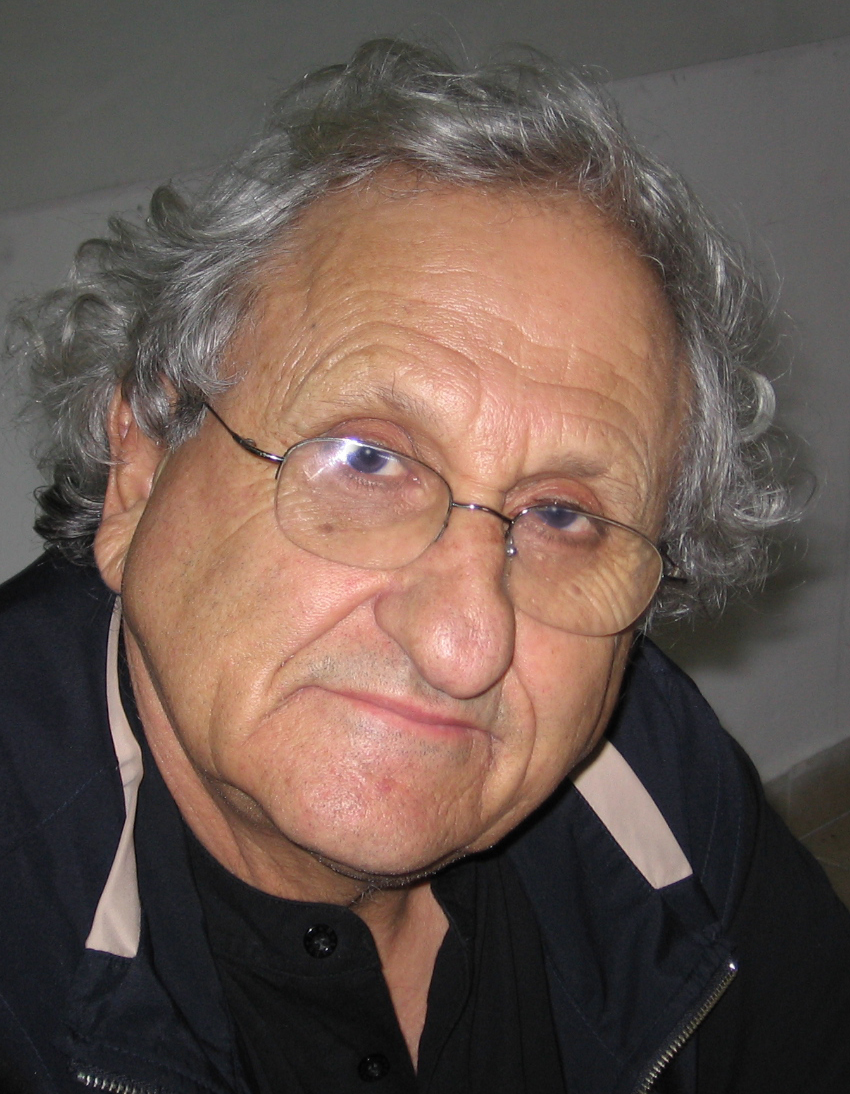
Abraham Yehoshua

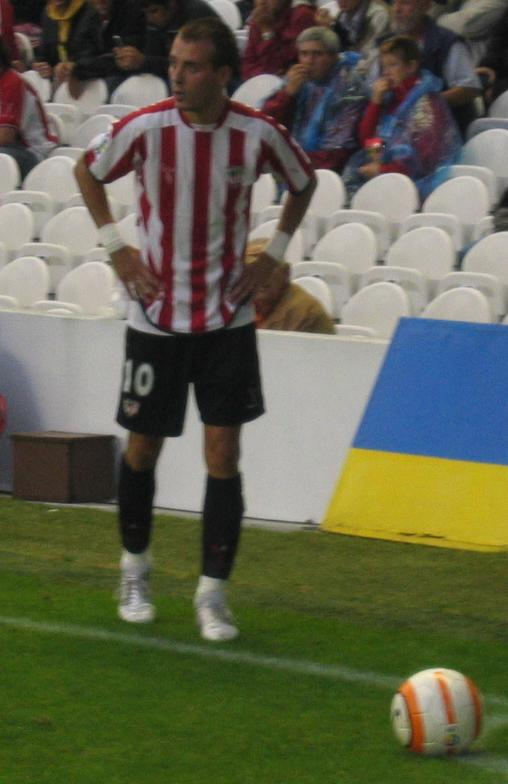
Francisco Javier Yeste Navarro

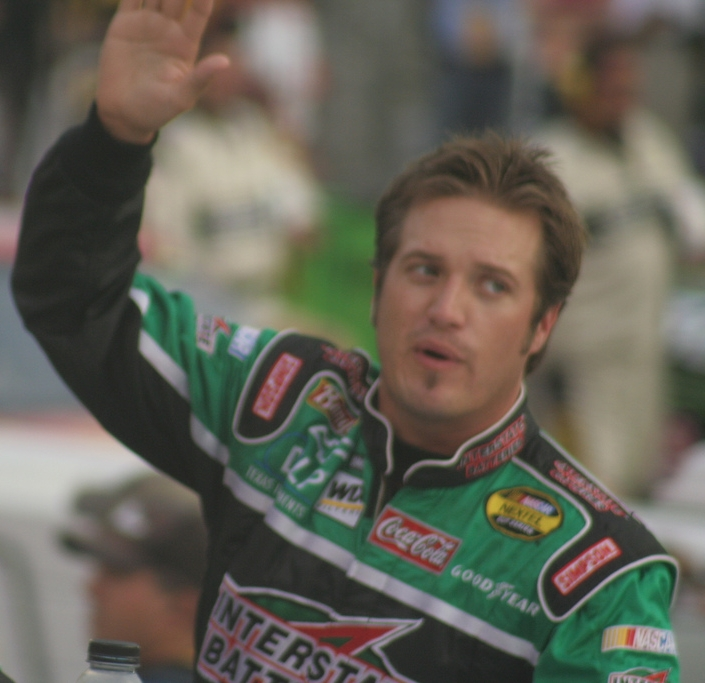
Christopher Beltram Hernandez (J.J.) Yeley (2007)

- Ye Fei (1914-1999), Chinees generaal van de Chinese volksbevrijdingsleger
- Ye Jianying (1897-1986), Chinees generaal en voorzitter van het Permanente Comité (1978-1983)
- Ye Mingchen (1807-1859), Chinees mandarijn
- Ye Qiaobo (1964), Chinees schaatsster
- Ye Shiwen (1996), Chinees zwemster
- Ye Xiaogang (1955), Chinees componist
- Ye Yifei (2000), Chinees autocoureur
- Charles Elwood (Chuck) Yeager (1923-2020), Amerikaans gevechtsvlieger, testpiloot, en generaal
- Susan Yeagley (1972), Amerikaans actrice
- William Frederick Yeames (1835-1918), Brits kunstschilder
- Ken Yeang (1948), Maleisisch architect
- Hunter Yeany (2005), Amerikaans-Brits autocoureur
- David Gaynor Yearsley (ca. 1965), Amerikaans organist en pianofortist
- Harvey Lee Yeary, bekend als Lee Majors (1939), Amerikaans acteur
- Joanna (Jo) Clare Yeates (ca. 1985-2010), Engels landschapsarchitecte
- Jack Butler Yeats (1871-1957), Iers beeldend kunstenaar
- John Butler Yeats (1839-1922), Iers kunstschilder
- William Butler Yeats (1865-1939), Iers dichter en Nobelprijswinnaar
- Hassan Yebda (1984), Frans voetballer van Algerijnse komaf
- Anthony Yeboah (1966), Ghanees voetballer en clubvoorzitter
- Samuel Yeboah (1986), Ghanees voetballer
- Marina Yee (1958), Belgisch modeontwerpster
- Muruse Yefter (1944-2016), Ethiopisch atleet
- Arsen Yegiazarian (1970), Armeens schaker
- Alfred Kirwa Yego (1986), Keniaans atleet
- Daniel Yego (1979), Keniaans atleet
- Gideon Yego (1965), Keniaans atleet
- Jonathan Yego (1976), Keniaans atleet
- Julius Yego (1989), Keniaans atleet
- Philip Yego (1979), Keniaans atleet
- Gilbert Yegon (1988), Keniaans atleet
- Celso Yegros (1935-2013), Paraguayaans bisschop
- Su Han Yeh, Taiwanees componist, muziekpedagoog, dirigent en trompettist
- Abraham Boolie Yehoshua (1936-2022), Israëlisch schrijver
- Yejong van Joseon (1450-1469), Koning van Joseon (1468-1469)
- Rashidi Yekini (1963), Nigeriaans voetballer
- Anton Viktorovitsj Yelchin (1989-2016), Amerikaans acteur
- Christopher Beltram Hernandez (J.J.) Yeley (1976), Amerikaans autocoureur
- DJ Yella, pseudoniem van Antoine Carraby (1967), Amerikaans rapper, producer, drummer en regisseur
- Yelle, pseudoniem van Julie Budet (1983), Frans zangeres
- Janet Louise Yellen (1946), Amerikaans econome en voorzitter van de Federal Reserve System
- Nick Yelloly (1990), Brits autocoureur
- Peter Yellow, bekend als Purpleman, Jamaicaans reggaemuzikant
- Yellowman, pseudoniem van Winston Foster (1956), Jamaicaans dubreggae- en dancehall-muzikant
- Yelü Dashi (ca. 1124-11444), stichter van de dynastie van de Westelijke Liao
- Sadık Yemni (1951), Turks schrijver, vertaler en columnist
- Simon Yempo (1623), Japans bekeerling
- Ali Sami Yen, geboren als Ali Sami (1866-1951), Turks voetbalbestuurder
- Hande Yener (1973), Turks popzangeres
- Könchog Yenlag (1525-1583), Tibetaans tulku en shamarpa
- Nicholas Harry (Nico) Yennaris (1983), Engels voetballer
- Benjamin Yeo (1985), Singaporees componist, dirigent, trompettist en cornettist
- Michelle Yeoh Choo-Kheng (1962), Maleisisch-Chinees actrice
- Owain Yeoman (1978), Welsh acteur
- Yeongjo van Joseon (1694-1776), Koning van Joseon (1724-1776)
- Yeonsangun van Joseon (1476-1506), Koning van Joseon (1494-1506)
- Bat Ye'or, pseudoniem van Gisèle Littman (ca. 1933), Joods-Brits geschiedkundige
- Mario Alberto Yepes Díaz (1976), Colombiaans voetballer
- Narciso Yepes (1927-1997), Spaans klassiek gitarist
- Hugo Alejandro Sotil Yerén (1949), Peruaans voetballer
- Mary Agnes Yerkes (1886-1989), Amerikaans impressionistisch schilderes, fotografe en ambachtsvrouw
- Cevat Yerli (1968), Duits-Turks computerspelontwikkelaar
- Nilgün Yerli (1969), Turks-Nederlands schrijfster en cabaretière
- Jacques Yerna (1923-2003), Belgisch-Waals syndicalist, journalist en politicus
- Maggy Yerna (1953), Belgisch politica
- Philippe Yerna (?), Belgisch syndicalist
- Edmond Yernaux (1894-1977), Belgisch politicus en Waals militant
- Yosef Hayim Yerushalmi (1932-2009), Amerikaans historicus
- Samvel Yervinyan (1966), Armeens muzikant en componist
- Chökyi Dragpa Yeshe Pal Sangpo (1453-1524), Tibetaans tulku
- Chöpel Yeshe (1406-1452), Tibetaans tulku
- Lobsang Pälden Yeshe (1738-1780), Tibetaans pänchen lama
- Lobsang Yeshe, bekend als Tsang Gyatso (1663-1737), Tibetaans pänchen lama
- Yücel Yeşilgöz (1951), Nederlands criminoloog en mensenrechtenactivist
- Yes-R, pseudoniem van Yesser Roshdy (1986), Nederlands rapper en televisiepresentator van Marokkaans-Egyptische komaf
- Francisco Javier Yeste Navarro (1979), Spaans voetballer
- Yesükhei († 1180), stammenleider van de Borjigin
- Bolo Yeung, pseudoniem van Yang Sze (1946), Chinees acteur en beoefenaar van zelfverdedigingskunsten
- Miriam Yeung Chin-Wah (1974), Hongkongs actrice en Cantopopzangeres
- Tavia Yeung (1979), Hongkongs actrice
- Yeung Yi (1979), Hongkongs actrice

## Yg
- Torbjørn Yggeseth (1934-2010), Noors schansspringer

## Yh
- Jacques Joachim Yhomby-Opango (1939-2020), Congolees staatshoofd (1977-1979)

## Yi

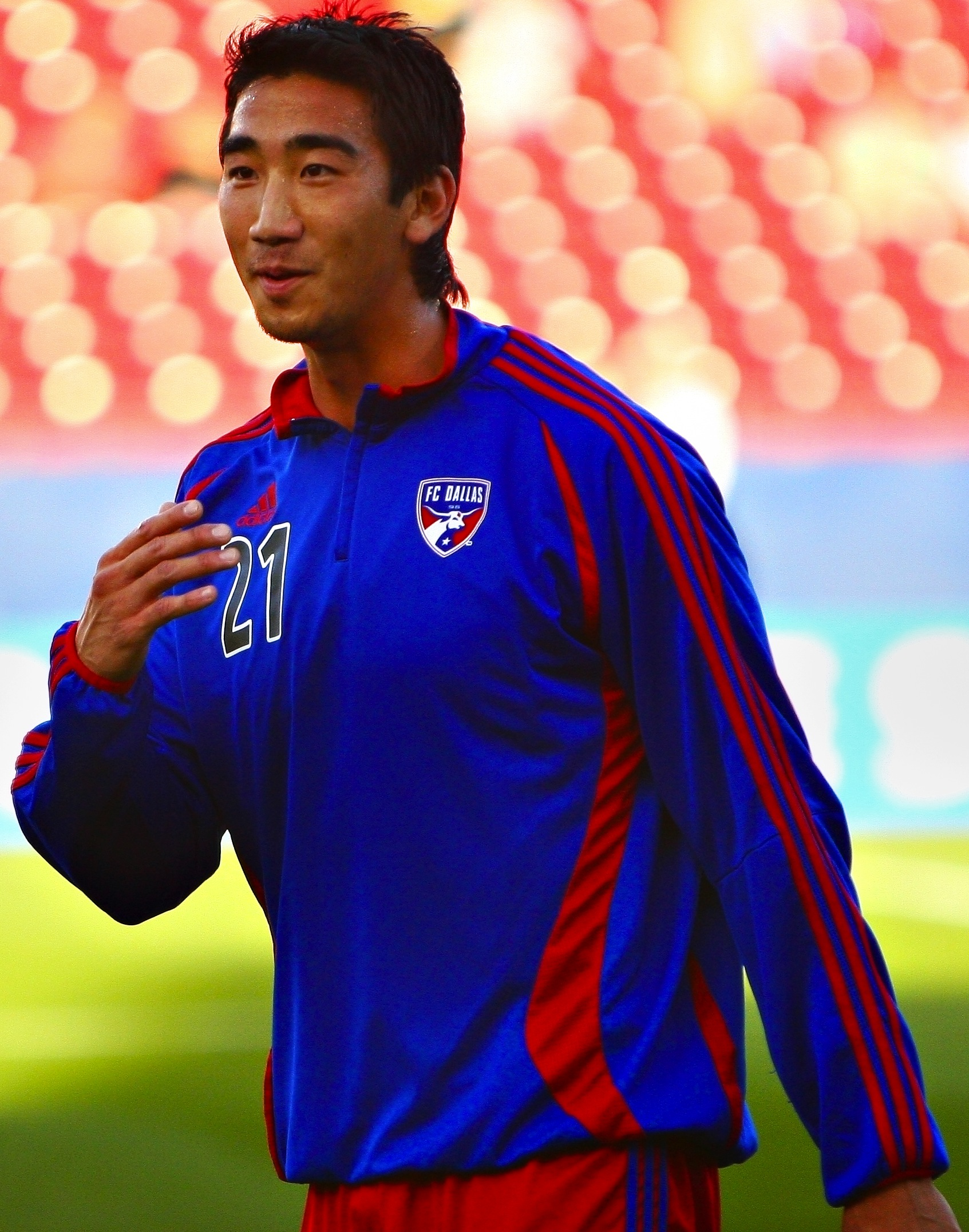
Alexander Yi

- Alexander (Alex) Yi (1982), Amerikaans voetballer
- Jia Yi (200-168 v.Chr.), Chinees staatsman en geleerde
- Yi Hwan, bekend als Myeongjong van Joseon (1534-1567), Koning van Joseon (1545-1567)
- Yi Hwan, bekend als Heonjong van Joseon (1827-1849), Koreaans koning
- Yi Jun (1859-1907), Koreaans rechter en diplomaat
- Yi Siling (1989), Chinees schutter
- Yi So-yeon (1978), Zuid-Koreaans astronaut
- Yi Sun-sin (1545-1598), Koreaans marineofficier
- Zhuan Hong Yi (1962), Chinees kunstenaar
- William Oloonkishu Yiampoy (1974), Keniaans atleet
- Niki Yiannouchou (1997), Grieks zangeres
- Hou Yifan (1994), Chinese schaakster
- Miruts Yifter (1944), Ethiopisch atleet
- Atilla Yıldırım (1990), Nederlands voetballer
- Aziz Yıldırım (1952), Turks architect en sportbestuurder
- Düzgün Yildirim (1963), Nederlands politicus
- Murat Yıldırım (1987), Turks voetballer
- Sercan Yıldırım (1990), Turks voetballer
- Uğur Yıldırım (1982), Turks-Nederlands voetballer
- Hamit Yıldız (1987), Turks voetballer
- Yaser Yıldız (1988), Turks voetballer
- Aydın Yılmaz (1988), Turks voetballer
- Burak Yılmaz (1985), Turks voetballer
- Cemal Yılmaz (1968), Turks-Nederlands voetballer en voetbaltrainer
- Cevdet Yılmaz, bekend als Ted de Turk (1956), Nederlands crimineel
- Mesut Yılmaz (1947-2020), premier van Turkije
- Özlem Yılmaz (1986), Turkse actrice
- Serkan Yılmaz (1975), Turks taekwondoka
- Musa Sinan Yılmazer, Turks voetballer
- Chung Ho Yin (1971), Hongkongs voetballer
- Patrick Tse Yin (1936), Chinees-Canadees acteur, scenarioschrijver, filmproducent en filmregisseur
- Yin Fatang (1922-2025), Chinees politicus en militair bevelhebber
- Yin Hongxu, geboren als François Xavier d'Entrecolles (1664-1741), Frans Jezuïet en missionaris
- Yin Lichuan (1973), Chinees schrijfster en dichteres
- Yin Zhen, bekend als Yongzheng (1678-1735), Chinees keizer (1722-1735)
- Gan Ying († 1e eeuw), Chinees afgezant die in 97 werd uitgezonden om contact te leggen met het Romeinse Rijk
- Gemalin Ying (1731-1800), Mongolisch partner van de keizer van China
- Yingluck Shinawatra (1967), Thais zakenvrouw en premier (2011-)
- Zhang Yingying (1990), Chinees langeafstandsloopster
- Cecilia Yip (1962), Hongkongs film- en televisieactrice
- David Yip (1951), Brits acteur van Chinese komaf
- Frances Yip (1947), Hongkongs Cantopopzangeres
- Sally Yip Sin-Man (1961), Chinees-Canadees actrice en cantopopzangeres
- Yip Chi-Ten, pseudoniem van Yip Hin-Sau (1948), Chinees zanger en politicus
- Yip Man (1893-1972), Chinees vechtsporter
- Yiruma (1978), Zuid-Koreaanse componist
- Eliyahu (Eli) Yishai (1962), Israëlisch politicus
- Claire Yiu (1978), Hongkongs actrice
- Wayne Lai Yiu-Cheung (1964), Hongkongs film- en televisieacteur
- Aisin Gioro Yi Xin (1833-1898), Chinees Prins van de Eerste Orde

## Yk
- İsmail YK, geboren als Ismail Yurtseven (1978), Turks popzanger en componist
- Jan Jelte Ykema (1963), Nederlands langebaanschaatser
- Frans Ykens (1601-1693), Vlaams Barokschilder

## Yl
- Regino Ylanan (1889-1963), Filipijns sporter en sportbestuurder
- Teofilo Yldefonso (1903-1943), Filipijns zwemmer
- Yvan Ylieff (1941), Belgisch politicus
- Tuomo Ylipulli (1965-2021), Fins schansspringer
- Adolfo Tito Yllana (1948), Filipijns geestelijke en apostolische nuntius
- Harri Ylönen (1972), Fins voetballer
- Lauri (Lintu) Ylönen (1979), Fins zanger, frontman en Singer-songwritersongschrijver

## Ym
- Léon d'Ymbault de Manthay (ca. 1700-1781), Moldavisch burgemeester

## Yn
- Consuelo Ynares-Santiago (1939), Filipijns rechter
- Jacobo María Ynclán Pajares (1983), Spaans voetballer
- Ricardo Sáenz de Ynestrillas Martínez (1935-1986), Spaans majoor en couppleger
- Nicanor Yñiguez (1915-2007), Filipijns politicus en voorzitter van het parlement (1984-1986)
- Orlando Yntema (1986), Nederlands honkballer

## Yo

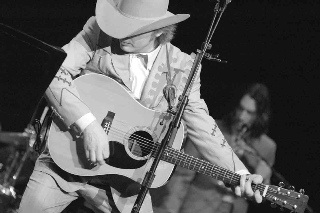
Dwight Yoakam

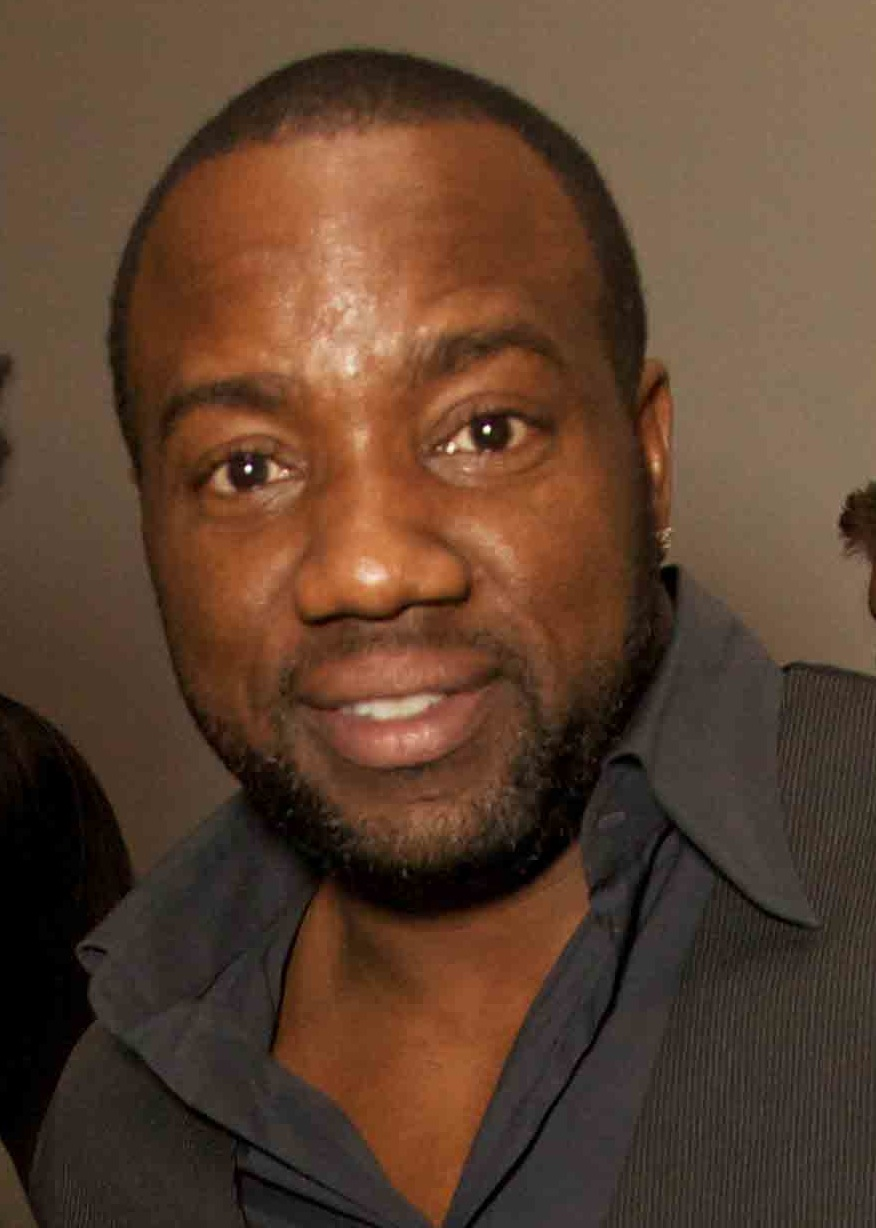
Malik Yoba, 2010

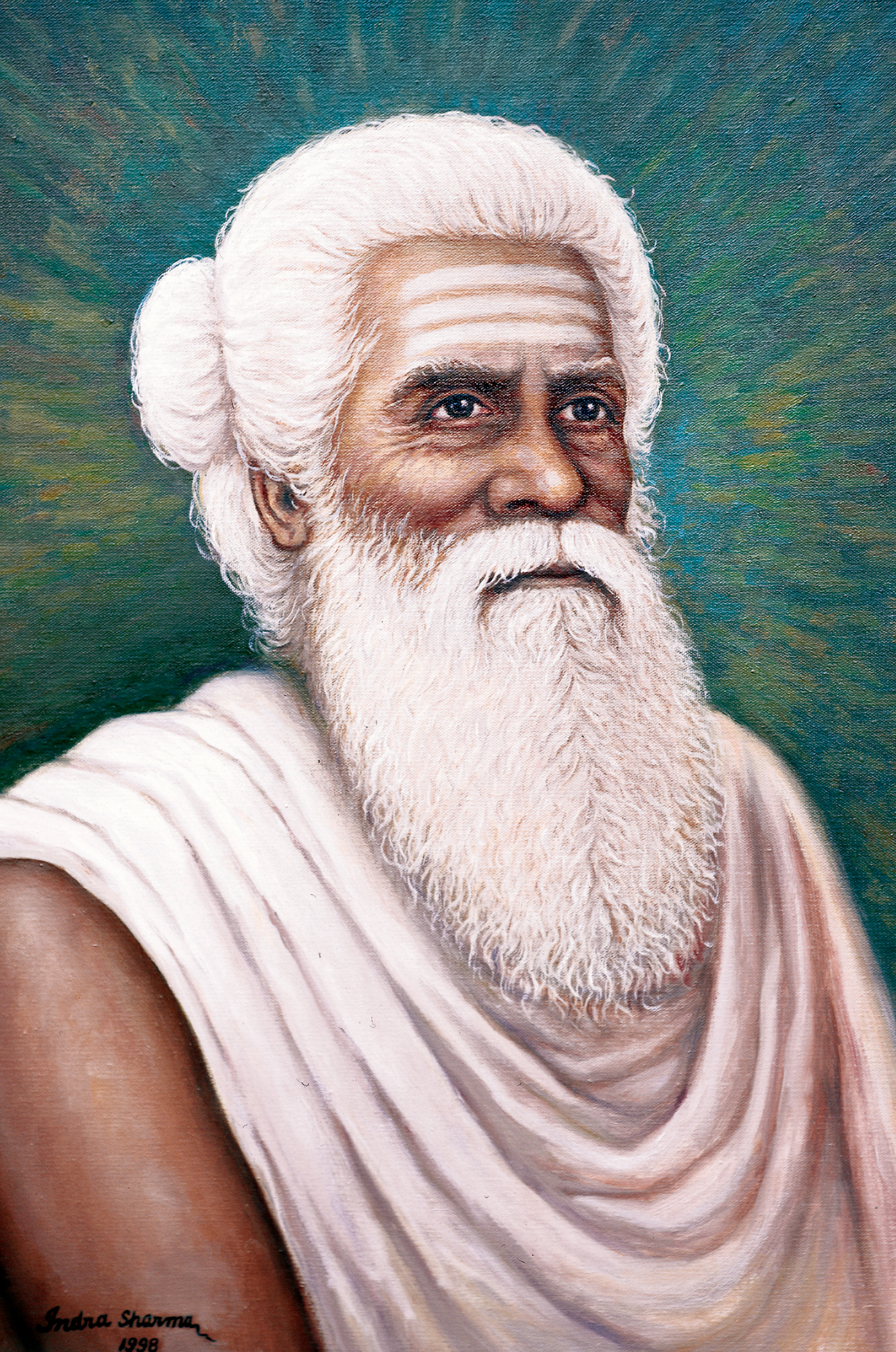
Siva Yogaswami

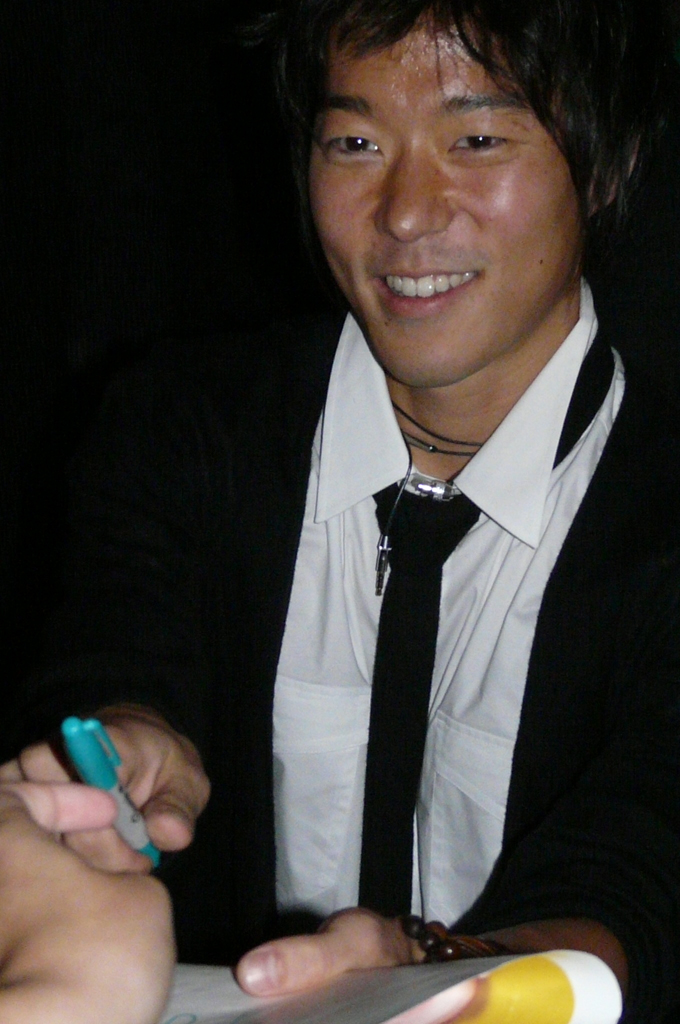
Aaron Yoo

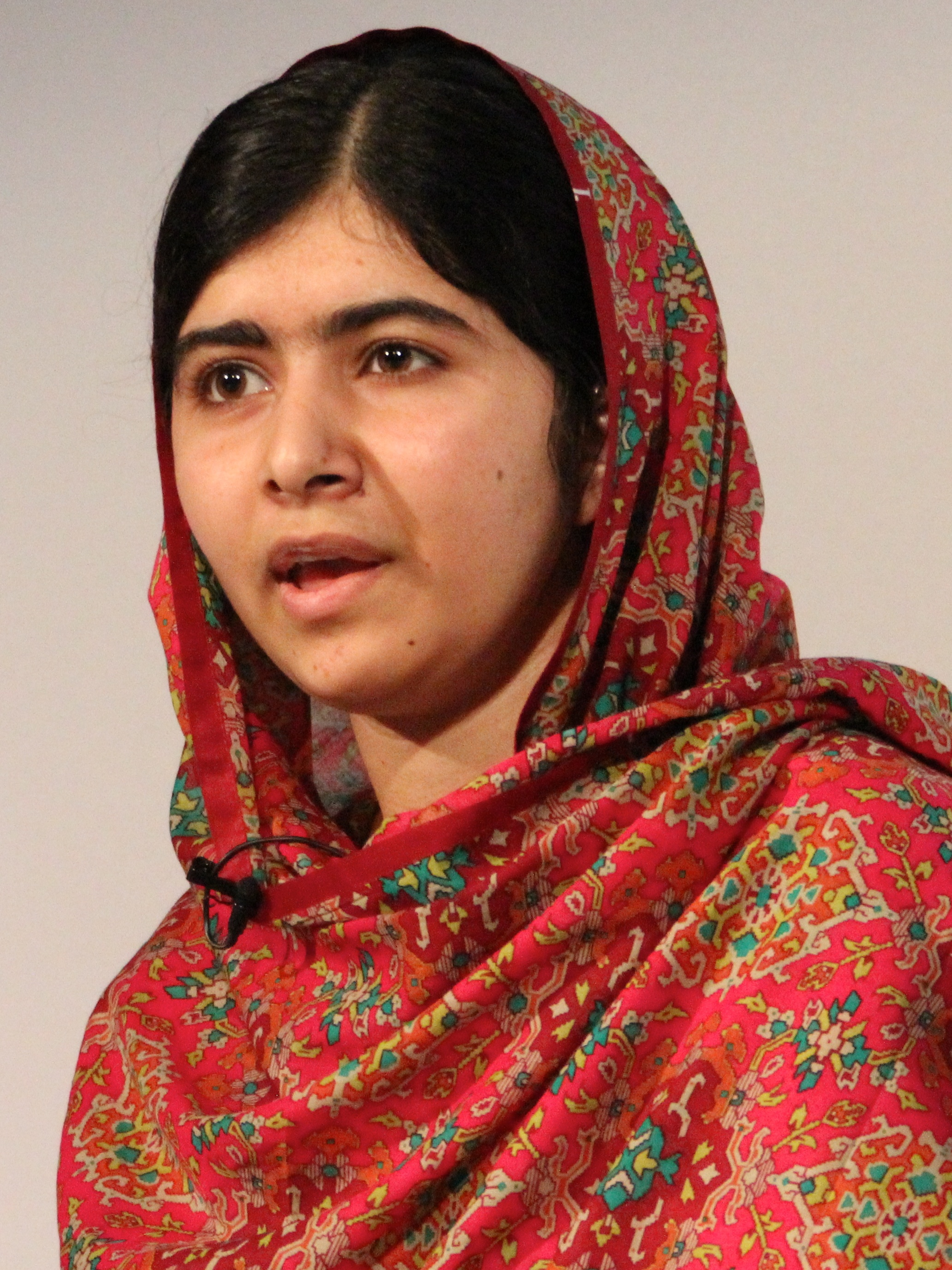
Malala Yousafzai

- Pascal Yoadimnadji (1950-2007), Tsjadisch advocaat en premier (2005-2007)
- Dwight Yoakam (1956), Amerikaans muzikant, songwriter en acteur
- Abdul-Malik (Malik) Yoba (1967), Amerikaans acteur
- Albert Yobo (1979), Nigeriaans voetballer
- Joseph Ikpo Yobo (1980), Nigeriaans voetballer
- Jean-Christophe Yoccoz (1957-2016), Frans wiskundige
- Ebe Yoder (1916-1995), Amerikaans autocoureur
- Paul Van Buskirk Yoder (1908-1990), Amerikaans componist, muziekpedagoog, dirigent en slagwerker
- Sri Yoekteswar, geboren als Priyanath Karar (1855-1936), goeroe van Paramahansa Yogananda
- Asa Yoelson (1886-1950), Amerikaans zanger en acteur
- Jan Yoens (1317-1379), Vlaams volksleider
- Paramahansa Yogananda, geboren als Moekoenda Lal Gosh (1893-1952), yoga leermeester
- Yogaswami van Jaffna, geboren als Sadasivan (1872-1964), spiritueel leider in het tegenwoordige Sri Lanka
- Maharishi Mahesh Yogi (1918-2008), Indiaas goeroe
- Rajabud Yoh († 1829), onderkoning van het koninkrijk Champassak
- Fesshaye Yohannes (ca. 1955), Eritrees schrijver, journalist en nieuwsbladeigenaar
- Tereza Yohannes (1982), Ethiopisch langeafstandsloopster
- Erica Yohn (1930-2019), Amerikaans actrice
- Rake Yohn, pseudoniem van Edward Carl Webb (1975), Amerikaans scheikundige, acteur en presentator
- Mahito Yokota, Japans componist
- Shigeru Yokotani (1987), Japans voetballer
- Mitsuteru Yokoyama (1935-2004), Japans mangaka
- Takashi Yokoyama (1913-1945), Japans zwemmer
- Takayuki Yokoyama (1972), Japans voetballer
- Tomonobu Yokoyama (1985-2024), Japans voetballer
- Yolaine van Pleine-Selve (overleden 363), Romeins martelares en heilige
- Meester van Yolande van Lalaing (15e eeuw), laatmiddeleeuwse kunstenaar en boekverluchter
- Yolande van Aragón (1384-1442), Frans regentes
- Yolande van Bar (1370-1431), Koningin van Aragón (1387-1396)
- Yolande van Bourgondië (1247-1280), Gravin van Nevers (1262-1280)
- Yolande van Bretagne (1218-1272), Gravin van Penthièvre (1237-1272)
- Yolande van Courtenay (1200-1233), Koningin-gemaal van Hongarije (1215-1233)
- Yolande van Dampierre (1326-1395), Frans edelvrouwe
- Yolande van Dreux (1263-1330), Gravin van Montfort (1311-1330)
- Yolande van Henegouwen (1175-1219), Markgravin van Namen (1212-1216) en Keizerin van Constantinopel (1217-1219)
- Yolande van Jeruzalem (1212-1228), Koningin van Jeruzalem (1212-1228) en Keizerin-gemalin van het Heilige Roomse Rijk (1225-1228)
- Yolande van Lotharingen (1428-1483), Hertogin van Lotharingen (1473)
- Yolande van Lusignan (13e eeuw), Vrouwe van Lusignan (1308-1309) en Gravin van La Marche (1308-1309)
- Yolande van Monferrato (1274-1317), Markgravin van Monferrato (1305-1317)
- Yolande van Nevers (1221-1254), Gravin van Nevers (1250-1254)
- Yolande van Soissons (1131-1202), dochter van graaf Boudewijn IV van Henegouwen
- Yolande van Valois (1434-1478), Frans bestuurster en regente
- Yolande van Vianden († 1283), Luxemburgs geestelijke en zalige
- Tohir Yo‘ldosh, geboren als Tahir Abdoehalilovitsj Joeldasjev (1967), leider van de islamitische beweging van Oezbekistan
- Jane Hyatt Yolen (1939), Amerikaans schrijfster en editor
- Salih Yoluç (1985), Turks autocoureur
- François Xavier Yombandje (1956), Centraal-Afrikaans rooms-katholiek bisschop
- Yomei († 587), 31e Keizer van Japan (585-587)
- Ada E. Yonath (1939), Israëlisch scheikundige
- Yonderboi, pseudoniem van László Fogarasi jr. (1980), Hongaars muzikant en componist
- Hiroshi Yoneyama (1988), Japans zwemmer
- Takeshi Yonezawa (1969), Japans voetballer
- Erica Yong, pseudoniem van Erica van der Leuv (1969-2021), Nederlands zangeres
- Charles Maurice Yonge (1899-1986), Engels zoöloog
- Park Yong-ha (1977-2010), Zuid-Koreaans acteur en zanger
- Kim Yong-jun (1983), Noord-Koreaans voetballer
- Yongle (1360-1424), Keizer van China (1402-1424)
- Choe Yong-rim (1930), Noord-Koreaans premier (2010-heden)
- Choi Yong-sul (1904-1984), Koreaans ontwerper van en leraar Hapkido
- Zeng Yongya (1917-1995), Chinees generaal en politicus
- Yongzheng, geboren als Yin Zhen (1678-1735), Chinees keizer (1722-1735)
- Paramanga Ernest Yonli (1956), minister-president van Burkina Faso (2000-2007)
- Aaron Yoo (1979), Amerikaans acteur
- Yoo Nam-kyu (1968), Zuid-Koreaans tafeltennisser
- Yoo Young-chul (1970), Zuid-Koreaans seriemoordenaar en zelfverklaard kannibaal
- Yoon Bit-garam (1990), Zuid-Koreaans voetballer
- Alex Yoong (1976), Maleisisch autocoureur
- Eugeen Yoors (1879-1975), Vlaams kunstschilder, tekenaar, graveur en glazenier
- Haydee Yorac (1941-2005), Filipijns jurist en topfunctionaris
- Terence Charles (Terry) Yorath (1950), Welsh voetballer, voetbaltrainer en -coach
- Aleksandar Aleksandrov Yordanov (1975), Bulgaars voetballer
- Ivailo Yordanov (1968), Bulgaars voetballer
- Minamoto no Yoriie (1182-1204), Japans shogun (1202-1203)
- Suwa Yorishige (1516-1542), Japans samoerai
- Minamoto no Yoritomo (1147-1199), Japans militair leider, en de stichter van het shogunaat
- Kujo Yoritsugu (1239-1256), Japans shogun (1244-1252)
- Kujo Yoritsune (1218-1256), Japans shogun (1226-1244)
- Arima Yoriyuki (1714-1783), Japans wiskundige
- Andrew Albert Christian Edward, hertog van York (1960), Engels prins en hertog van York
- Beatrice van York (1988), Brits prinses
- Carol Beach York, Amerikaans schrijfster
- Eduard August van York (1739-1767), Hertog van York (1760-1767)
- Elizabeth van York (1466-1503), Brits gemalin van koning Hendrik VII van Engeland
- Eugenie van York (1990), Brits dochter van prins Andrew en Sarah Ferguson
- Frederik van York en Albany (1763-1827), Engels troonopvolger (1820-1827)
- Herbert Frank York (1921-2009), Amerikaans kernfysicus
- Lorena York, Amerikaans televisieactrice
- Michael York, pseudoniem van Michael Hugh Johnson (1942), Engels acteur
- Morgan Elizabeth York (1993), Amerikaans actrice
- Oswald van York (ca. 925-992), Engels bisschop van Worcester en York en benedictijner monnik
- Richard Allen (Dick) York (1928-1992), Amerikaans acteur
- Richard Plantagenet, 3e hertog van York (1411-1460), Hertog van York (1425-1460)
- Rowland York († 1588), Engels huursoldaat en landverrader
- Susannah York, geboren als Susannah Yolande Fletcher (1939-2011), Brits film-, televisieactrice en toneelspeelster
- Wilfrid van York (ca. 634-709), Engels bisschop en heilige
- Dwight Eversley Yorke (1971), Trinidadiaans voetballer
- Henry Vincent Yorke, bekend als Henry Green (1905-1973), Engels schrijver
- Peter Yorke (1902-1966), Brits componist, dirigent, organist en pianist
- Thomas Edward (Thom) Yorke (1968), Engels muzikant
- Akiko Yosano (1878-1942), Japans dichter en vertaler
- Golan Yosef (1984), Nederlands danser en acteur
- Ovadia Yosef (1920-2013), Israëlisch opperrabbijn en religieus-politiek leider
- Akiyoshi Yoshida (1966), Japans voetballer
- Kato Yoshiaki (1563-1631), Japans samoerai
- Maya Yoshida (1988), Japans voetballer
- Megumu Yoshida (1973), Japans voetballer en voetbaltrainer
- Ray Yoshida (1930-2009), Amerikaans beeldend kunstenaar
- Sachio Yoshida (1980), Japans voetballer
- Satoru Yoshida (1970), Japans voetballer
- Shigeru Yoshida (1878-1967), Minister-president van Japan (1946-1947, 1948-1954)
- Toru Yoshida (1965), Japans voetballer en voetbaltrainer
- Yasutaka Yoshida (1966), Japans voetballer
- Yoshida Mitsuyoshi (1598-1672), Japans wiskundige
- Ashikaga Yoshihisa (1465-1489), Japans shogun
- Yoshihito (1879-1926), keizer van Japan (1912-1926)
- Sayuri Yoshii (1984), Japans schaatsster
- Ashikaga Yoshikane (ca. 1154-1199), hoofd van de Ashikaga clan
- Ashikaga Yoshikatsu (1434-1443), zevende shogun van het Ashikaga-shogunaat tijdens de Japanse Muromachiperiode
- Wataru Yoshikawa (1968), Japans motorcoureur
- Yoshiki Hayashi (1965), Japans componist en muzikant
- Murakami Yoshikiyo (1501-1573), Japans daimyo uit de provincie Shinano
- Hojo Yoshimasa (1243-1281), Japans rensho van Kamakura-shogunaat (1273-1277)
- Takashi Yoshimatsu (1953), Japans componist
- Yoshihiko Yoshimatsu (1920-1988), Japans judoka
- Ashikaga Yoshimitsu (1358-1408), derde shogun van het Ashikaga-shogunaat tijdens de Japanse Muromachiperiode (1368-1394)
- Hiroki Yoshimoto (1980), Japans autocoureur
- Hojo Yoshimune (1253-1277), Japans hoofd binnenlandse veiligheid te Kioto (1271-1277)
- Keiji Yoshimura (1979), Japans voetballer
- Toshihiro Yoshimura (1971), Japans voetballer
- Koji Yoshinari (1974), Japans voetballer
- Tokugawa Yoshinobu (1837-1913), Japans shogun (1866-1867)
- Yui Yoshioka, bekend als Yui (1987), Japans singer-songwriter en actrice
- Hojo Yoshitoki (1163-1224), Japans shikken van Kamakura-shogunaat en tokuso
- Minamoto no Yoshitsune (1159-1189), Japans generaal
- Akira Yoshizawa (1911-2005), Japans origamimeester
- Ashikaga Yoshizumi (1481-1511), shogun van het Ashikaga-shogunaat tijdens de Japanse Muromachiperiode
- Tina Yothers (1973), Amerikaans actrice
- Yabby You, pseudoniem van Vivian Jackson (1946-2010), Jamaicaans zanger en producer
- You Young (2004), Zuid-Koreaans kunstschaatsster
- Samuel Youd (1922), Brits sciencefictionschrijver
- Youkhon, pseudoniem van Somdetch Brhat-Anya Chao Yugandhara († 1430), koning van Lan Xang (1429)
- Souleymane Youla (1981), Guinees voetballer
- Fulbert Youlou (1917-1972), Congolees staatsman
- Youm Jung-hwan (1985), Zuid-Koreaans wielrenner
- Michaël Youn, pseudoniem van Michaël Benayoun (1973), Frans radio-diskjockey, tv-presentator, acteur en komiek
- Ignace Joseph III Younan (1944), patriarch van Antiochië en geestelijk leider van de Syrisch-Katholieke Kerk
- George William Younce (1930-2005), Amerikaans gospelzanger
- Amin Younes (1993), Duits voetballer
- Adam Young (1986), Amerikaans muzikant en producer
- Alan Young (1919), Amerikaans acteur
- Amita Marie (Tata) Young (1980), Thais zangeres, danseres en actrice
- André Romelle Young, bekend als Dr. Dre (1965), Amerikaans rapmusicus en muziekproducer
- Andrew Jackson Young (1932), Amerikaans politicus, diplomaat en pastor
- Andrew Young (1992), Brits langlaufer
- Angus McKinnon Young (1955), Schots-Australisch gitarist
- Anthony M. Young (20e eeuw), Australisch mycoloog
- Ashley Simon Young (1985), Brits voetballer van Jamaicaanse afkomst
- Bellamy Young (1970), Amerikaans actrice
- Blake Young (1987), Amerikaans motorcoureur
- Brigham Young (1801-1877), Amerikaans theoloog, gouverneur en Mormonenleider
- Burt Young (1940), Amerikaans acteur
- Cathy Young, pseudoniem van Ekaterina Jung (1963), Amerikaans journaliste en publiciste
- Charles Rochester Young (1965), Amerikaans componist, muziekpedagoog, dirigent en saxofonist
- Christopher Young (1957), Amerikaans film- en televisiecomponist
- Cyrus J. Young, Jr. (1928), Amerikaans atleet
- Damian Young, Amerikaans acteur
- Derek Young (1980), Schots voetballer
- Donald James Young (1948), Amerikaans componist, muziekpedagoog en dirigent
- Donald Young (1989), Amerikaans tennisser
- Dorothy Young (1907-2011), Amerikaans entertainer, actrice en assistente van Harry Houdini
- Edward Young (1683-1765), Engels dichter en toneelschrijver
- Eric Orlando Young (1967), Amerikaans honkballer
- Eric Young (1960), Welsh voetballer
- Eric Young, pseudoniem van Jeremy Fritz (1979), Canadees worstelaar
- Eric Young (1989), Amerikaans wielrenner
- Francis A. Burkle-Young (1945), Amerikaans historicus
- George Young (1947), Australisch popmuzikant en producer
- Gig Young, pseudoniem van Byron Elsworth Barr (1913-1978), Amerikaans acteur
- Graham Frederick Young (1947-1990), Brits seriemoordenaar
- Harrison Young (1930-2005), Amerikaans acteur
- Jacob Wayne Young (1979), Amerikaans soapacteur
- Jacob Young (1970), Noors gitarist
- Jack Young (2001), Noord-Iers autocoureur
- Jerome Young (1976), Amerikaans sprinter
- John Young (1930-2018), Amerikaans ruimtevaarder
- Johnnie Mae Young (1923-2014), Amerikaans professioneel worstelaarster
- Karen Young (1958), Amerikaans actrice
- Kevin Young (1966), Amerikaans atleet
- Kristine Young, bekend als Kristine Sutherland (1955), Amerikaans actrice
- La Monte Young (1935), Amerikaans componist en musicus
- Leigh Taylor-Young (1945), Amerikaans actrice
- Lester Willis Young (1909-1959), Amerikaans tenorsaxofonist en klarinettist
- Loretta Young, geboren als Gretchen Young (1913-2000), Amerikaans actrice
- Luke Paul Young (1979), Engels voetballer
- Mae Young (1923-2014), Amerikaans professioneel worstelaarster
- Malcolm Young (1953-2017), Schots gitarist
- Mark L. Young (1991), Amerikaans acteur
- Megan Young (1990), Filipijnse Miss World
- Neil Percival Young (1945), Canadees zanger, songwriter en ondernemer
- Paul Anthony Young (1956), Brits popmuzikant
- Paul Young (1947-2000), Brits zanger en percussiespeler
- Richard Young, Amerikaans acteur
- Robert O. (Otha) Young (1943-2009), Amerikaans zanger, songwriter, gitarist en producent
- Robert Young (1907-1998), Amerikaans acteur
- Scott Young (1918-2005), Canadees journalist en schrijver
- Sean Young (1959), Amerikaans actrice
- Sheila Grace Young (1950), Amerikaans schaatsster
- Sophia Young (1983), basketbalspeelster uit Saint Vincent en de Grenadines
- Stevie Young, Amerikaans muzikant
- Stewart Terence Herbert (Terence) Young (1915-1994), Brits filmregisseur
- Thomas Young (1773-1829), Engels natuurkundige, egyptoloog en arts
- Vincent Young (1965), Amerikaans acteur
- William Robert Young (1979), Brits zanger
- Sydney Youngblood, geboren als Sydney Ford (1960), Amerikaans zanger
- Thomas Youngblood, Amerikaans gitarist
- Young Buck, pseudoniem van David Darnell Brown (1981), Amerikaans rapper
- An Yong-hak (1978), Japans voetballer
- Young Hot Rod, pseudoniem van Rodney Toole (1985), Amerikaans rapper
- Francis Younghusband (1863-1942), Brits ontdekkingsreiziger
- Philip James Placer (Phil) Younghusband (1987), Engels-Filipijns voetballer
- Young Dolph, pseudoniem van Adolph Robert Thornton (1985-2021), Amerikaans rapper
- Young Jeezy, pseudoniem van Jay Jenkins (1977), Amerikaans rapper
- Young Maylay, pseudoniem van Chris Bellard (1983), Amerikaans stemacteur en rapper
- Young Noble, pseudoniem van Rufus Cooper III (1978), Amerikaans rapper en lid van de Outlawz
- Jenny Owen Youngs (1981), Amerikaans singer-songwriter
- Abdul Fatah Younis, Libisch militair
- Eugène Yourassowsky († 1994), Belgisch microbioloog
- Mikael Yourassowsky (1983), Belgisch voetballer
- Marguerite Yourcenar, pseudoniem van Marguerite Antoinette Jeanne Marie Ghislaine Cleenewerck de Crayencour (1903-1987), Frans-Amerikaans schrijfster
- Malala Yousafzai (1997), Pakistaans kinderrechtenactiviste
- Ramzi Ahmed Yousef (1967), Koeweits terrorist
- Abdullah Youssef, bekend als Ovadia Yosef (1920), Israëlisch opperrabbijn en religieus leider
- Maya Youssef (1984), Syrisch muzikante
- Big Youth, pseudoniem van Manley Augustus Buchanan (1949), Jamaicaans diskjockey
- Gregory Youtz (1956), Amerikaans componist, muziekpedagoog en musicoloog van Libanese komaf
- Mahdi Yovari (1997), Afghaans schutter
- Yozei, geboren als Sadaakira Shinno (869-949), 57e keizer van Japan (876-884)
- Mehmet Yozgatlı (1979), Turks voetballer

## Yp
- Annaeus Ypeij (1760-1837), Nederlands predikant, kerkhistoricus, taalkundige en hoogleraar
- Irene Ypenburg (1951), Nederlands schrijfster en kunstenares
- Renger Ypenburg (1971), Nederlands wielrenner
- Gerrit Willem van Yperen (1882-1955), Nederlands kunstschilder
- Pietronella Cornelia van Yperen, bekend als Ellen Warmond (1930-2011), Nederlands dichteres
- Rocus van Yperen (1914-1994), Nederlands componist, dirigent en muziekpedagoog
- Ineke Yperlaan-Pesman (1964), Nederlands waterpolospeelster
- Christine (Chris) Yperman (1935), Vlaams dichteres, roman- en toneelschrijfster
- Jan Yperman (ca. 1260-ca. 1332), Zuid-Nederlands middeleeuws chirurgijn
- Jacques van Ypersele de Strihou (1936), Belgisch edelman en politicus
- Johanna Margaretha Wela (Jo) Ypma (1908-1986), Nederlands schrijfster
- Peter Ypma (1942-2013), Nederlands jazzdrummer
- Andrea Ypsilanti, geboren als Andrea Dill (1957), Duits politica
- Constantijn Ypsilantis (1760-1816), Grieks heerser van Moldavië, en later ook van Walachije

## Yr
- Hipólito Yrigoyen, geboren als Juan Hipólito del Sagrado Corazón de Jesús Yrigoyen Alem (1852-1933), Argentijns president (1916-1922, 1928-1930)
- Paavo Ilmari Yrjölä (1902-1980), Fins meerkamper
- Yrrah (1932-1996), Nederlands cartoonist

## Ys
- Etienne Nestor Ys (1962), Nederlands Antilliaans politicus
- Marc Ysaye (1954), Belgisch drummer, producent en radiopresentator
- Eugène Ysaÿe (1858-1931), Belgisch violist en componist
- Edwin Ysebaert (1960), Vlaams radio- en televisiemaker
- Adriaen Ysenbrant (ca. 1490-1551), Vlaams schilder
- Antoon Van Ysendyck (1801-1875), Belgisch kunstschilder
- Yslaire, pseudoniem van Bernard Hislaire (1957), Belgisch striptekenaar
- Alexander van Sasse van Ysselt (1853-1939), Nederlands politicus, genealoog en historicus
- Leopold Frans Jan Jacob Joseph van Sasse van Ysselt (1778-1844), Nederlands edelman en parlementariër
- Ludovicus Johannes Baptista (Louis) van Sasse van Ysselt (1809-1888), Nederlands edelman en politicus

## Yt
- Jehannes Ytsma (1957-2005), Nederlands-Fries taalsocioloog

## Yu
- Xia Yu, stichter van de Xia-dynastie
- Xiang Yu (234-202 v.Chr.), Chinees opstandelingenleider en koning
- Ha Yu, pseudoniem van Wong Shing (1946), Hongkongs acteur
- He Yu (1761), Chinees keizerlijk gemalin
- Li Yu (1976), Chinees schaatser
- Paul Yü Pin (1901-1978), Chinees geestelijke en kardinaal
- Yu Dan (1987), Chinees schutter
- Yu Dan (1965), Chinees professor en schrijfster
- Yu Fengtong (1984), Chinees schaatser
- Frank Yu (1963), Hongkongs autocoureur
- Yu Hai (1987), Chinees voetballer
- Yu Hua (1960), Chinees schrijver
- Yu Hyun-mok (1925-2009), Zuid-Koreaans filmregisseur
- Yu Jing (1985), Chinees langebaanschaatsster
- Yu So-Chow (1930-2017), Chinees actrice en operaspeelster
- Tommy Yu (1979), Taiwanees componist en fluitist
- Yu Xiaoyu (1996), Chinees kunstschaatsster
- Amanda Yuan, bekend als Kitty Yung (1970), Amerikaans pornoactrice van Koreaanse/Hawaïaanse komaf
- Yuan Meng (1986), Chinees tennisspeelster
- Yuan Shao (154-202), Chinees krijgsheer
- Yuan Shikai (1859-1916), Chinees generaal, president en keizer
- Yuan Zhou, Chinees tibetoloog en geschiedkundige
- Joji Yuasa (1929), Japans componist en muziekpedagoog
- Naoki Yuasa (1983), Japans alpineskiër
- Mustafa Yücedağ (1966), Turks voetballer
- Keklik Demir-Yücel (1968), Nederlands politica
- Leonid Yudasin (1959), Russisch-Israëlisch schaker
- Susilo Bambang Yudhoyono (1949), Indonesisch generaal en president (2004-)
- Yue Fei (1103-1142), Chinees generaal
- Yue Tao (1976), Chinees-Nederlands schrijfster
- Anita Yuen Wing-Yi (1971), Hongkongs soapactrice en filmactrice
- Chor Yuen, pseudoniem van Zhang Baojian (1934-2022), Chinees filmregisseur, scriptschrijver en acteur
- Corey Yuen Kwai, Chinees filmregisseur en actiechoreograaf
- Fiona Yuen (1976), Chinees-Duits actrice en presentatrice
- Yuen Wah, Chinees-Canadees actiefilmacteur, stuntman, actiefilmchoreograaf en televisieacteur
- Yuen Woo-ping (1945), Chinees actiechoreograaf en filmregisseur
- Somdetch Brhat-Anya Chao Yugandhara, bekend als Youkhon († 1430), koning van Lan Xang (1429)
- Yui, pseudoniem van Yui Yoshioka (1987), Japans singer-songwriter en actrice
- James Yuill, bekend als Yuilly, Brits singer-songwriter
- Jimmy Yuill, Schots acteur
- Cheung Yuk (1981), Hongkongs tafeltennisspeler
- Hideki Yukawa (1907-1981), Japans natuurkundige en Nobelprijswinnaar
- Fukuzawa Yukichi (1835-1901), Japans schrijver, tolk en vertaler
- Sanada Yukitaka (ca. 1512-1574), Japans daimyo
- Yukkie B, pseudoniem van Yuksel Ozince (1969), Nederlands-Turks rapper
- Yuksek, pseudoniem van Pierre-Alexandre Busson (1977), Frans elektronica en dance-diskjockey
- Veli Yüksel (1971), Vlaams politicus
- Yukteswar Giri, geboren als Priyanath Karar (1855-1936), goeroe van Paramahansa Yogananda
- Selçuk Yula (1959), Turks voetballer, columnist en voetbalanalist
- Feng Yu-lan (1895-1991), Chinees filosoof
- Saidali Yuldashev (1968), Oezbeeks schaker
- Daniel Yule (1993), Zwitsers alpineskiër
- Harris Yulin (1937-2025), Amerikaans acteur
- José Yulo (1894-1976), Filipijns advocaat, rechter en politicus
- Jeanvion Yulu-Matondo (1986), Belgisch-Congolees voetballer
- Fumihisa Yumoto (1984), Japans schansspringer
- Isang Yun (1917-1995), Zuid-Koreaans componist, muziekpedagoog en dirigent
- James Carson Yun, bekend als Jimmy Wang Yang (1981), Amerikaans worstelaar van Koreaanse komaf
- Yun Bo-seon (1897-1990), Zuid-Koreaans president (1960-1962)
- Yun Mi-jin (1983), Zuid-Koreaans boogschutter
- Yun Ok-hee (1985), Zuid-Koreaans boogschutter
- Truman George Yuncker (1891-1964), Amerikaans taxonomisch botanicus
- Rick Yune (1971), Amerikaans acteur, scenarioschrijver en filmproducent van Koreaanse komaf
- Chow Yun-Fat (1955), Hongkongs acteur
- Elodie Yung (1981), Frans actrice
- Kitty Yung, geboren als Amanda Yuan (1970), Amerikaans pornoactrice van Koreaans-Hawaïaanse komaf
- Joey Yung Cho-Yee (1980), Hongkongs cantopopzangeres, film- en televisieactrice
- Chang Yung-fa (1927), Taiwanees ondernemer
- Wong Yung-Kan (1951), Chinees politicus
- Kim Yun-man (1973), Zuid-Koreaans schaatser
- Ji Yun-nam (1976), Noord-Koreaans voetballer
- Ibn Yunus, geboren als Abu Hasan Ali ibn abi Sa'id Abd al-Rahman ibn Ahmed ibn Yunus al-Sadafi al-Misri (ca. 951-1009), Egyptisch astronoom
- Muhammad Yunus (1940), Bengaals econoom en bankier
- Atahualpa Yupanqui (1908-1992), Argentijns zanger, singer-songwriter, gitarist en schrijver
- Cápac Yupanqui (14e eeuw), Incaheerser van het Koninkrijk Cuzco
- Don Diego de Castro Titu Cusi Yupanqui (1529-ca. 1571), Goddelijk keizer van het Incarijk (1558-ca. 1571)
- Lloque Yupanqui (13e eeuw), Inca-heerser (ca. 1260-??)
- Túpac Inca Yupanqui († 1493), keizer van het Incarijk (1471-1493)
- Dilan Yurdakul (1991), Nederlands actrice van Turkse komaf
- Savas Yurderi, bekend als Kool Savas (1975), Duits rapper van Turkse komaf
- Larisa Yurkiw (1988), Canadees alpineskiester
- Bruce Yurko (1951), Amerikaans componist, muziekpedagoog en dirigent
- Timi Yuro (1941-2004), Amerikaans zangeres
- Vladimir Mikhailovitsj Yurovskij (1915-1972), Oekraïens componist
- Ismail Yurtseven, bekend als İsmail YK (1978), Turks popzanger en componist
- Yuryaku (418-479), 21e keizer van Japan (456-479)
- Unai Emilio Yus Querejeta (1974), Spaans wielrenner
- Masanori Yusa (1915-1975), Japans zwemmer
- Héctor Yuste Cantón (1988), Spaans voetballer
- Odette Yustman (1985), Amerikaans actrice
- Abdulqawi Yusuf (1948), Somalisch rechter
- Ahmed ibn Yusuf ibn Ibrahim ibn Tammam al-siddiq Al-Baghdadi (835-912), Arabisch wiskundige
- Abu Yaqub Yusuf (1140-1184), kalief van de Almohaden-dynastie in Marokko (1163-1184)
- Ali ibn Yusuf (1084-1142), emir uit de Berberse Almoraviden-dynastie
- Sami Yusuf (1980), Brits zanger van Azerbeidzjaans-Iraanse komaf
- Yusuf I, pseudoniem van Abû al-Hajjâj an-Nyyar al-mu'wîd bi-llah Yûsuf ben Ismâ`îl (1318-1354), 7e vorst van de Nasriden (1333-1354)
- Abdullahi Yusuf Ahmed (1934-2012), President van Somalië (2004-2008)
- Zinaïda Nikolaijevna Yusupova (1861-1939), Russisch lid van de society van Sint-Petersburg
- Yuukichan's Papa, pseudoniem van Yoshihiro Sakaguchi, Japans componist en muziekproducent
- Yuya, Oudegyptisch zakenman
- Brian Yuzna (1949), Amerikaans filmregisseur, -schrijver en -producent

## Yv
- Jacques Yvart, Frans zanger
- Théodore Benoît Jean-Népomucène d'Yve de Bavay (1797-1884), lid van het Belgisch Nationaal Congres
- Alexandre Saint-Yves d'Alveydre (1842-1909), Frans denker, filosoof en esotericus
- Edouard Yves (1907), Belgisch schermer

## Yz
- Kek Yzerdraat (1919-2008), Nederlands koerierster
- Lambert Yzermans (1903-1978), Vlaams naïef kunstschilder